# 錫尼鎮區 (密歇根州)
錫尼鎮區（英語：Seney Township）是位於美國密歇根州斯庫克拉夫特縣的一個行政鎮區。

## 地方資料
錫尼鎮區的面積為558.14平方千米，當中陸地面積為550.71平方千米，而水域面積為7.43平方千米。根據2020年美國人口普查的數據，當地共有人口115人，而人口密度為每平方千米0.21人。